# Mingəçevir FK
Mingəçevir FK is een Azerbeidzjaanse voetbalclub uit Mingəçevir. De club is opgericht in 1966 en speelt in de Eerste divisie.

## Geschiedenis
De club werd opgericht in 1966 als Tekstiltsjik Mingetsjevir, destijds nog met de Russische schrijfwijze. In 1980 werd de naam Avtomobilist Mingetsjevir aangenomen. Van 1990 tot 1993 heette de club Kür en na de onafhankelijkheid Kür Nur Mingəçevi. De club speelde tot 1998 in de hoogste klasse. 
Van 2003 tot 2022 heette de club Energetik en in 2022 werd de huidige naam aangenomen. 
Bakoe Sportinq ·
Cəbrayıl ·
Difai Ağsu ·
İmişli ·
Karvan Yevlax ·
Mingəçevir ·
MOIK ·
Qäbälä ·
Qaradağ ·
Zaqatala